# Piève (circonscription)
 (avril 2020).
Pour les articles homonymes, voir Piève.
Une piève, de l'italien pieve (au pluriel : pièves ou pievi), est une circonscription territoriale et religieuse dirigée par une église rurale avec un baptistère, dans l'Italie centrale et septentrionale du Moyen Âge et en Corse.
La piève est à l'origine de nombreux toponymes de commune, et plusieurs édifices religieux sont aussi nommés « Pieve ».

## Origine
Étymologiquement, le mot italien pieve (en français : piève) est issu du latin plebem « peuple » (de plebs). Il désignait à l'origine une tribu, une peuplade n'ayant pas d'organisation civique. C'était pour les Romains, dès le Ier siècle av. J.-C., une circonscription administrative en zone indigène.
Puis l'Église naissante crée les diocèses. À l'origine chaque diocèse ne formait qu'une seule paroisse, à partir des tribus en place à l'époque romaine. Le seul desservant ayant qualité de prêtre était l'évêque. Au IIIe siècle le diocèse se subdivise en pièves (calquées sur les pièves civiles), chaque piève étant animée par un piévan ou co-évêque, habilité à administrer la confirmation.
Vers l'an 400, la Corse comptait une quinzaine de diocèses. Ces pièves se sont ensuite morcelées en plusieurs paroisses, avec le temps. L'Église fut à la base de l'extension de l'usage des pièves.
Les pièves auraient également pu naître comme des cantons administratifs fondés sur des limites géographiques (lignes de crête, rivières, etc.). Cependant, si les pièves se dessinent souvent dans des régions géographiques comme des vallées, leurs frontières n'ont pas toujours des bases naturelles et sont souvent fluctuantes.

## Évolution des divisions administratives

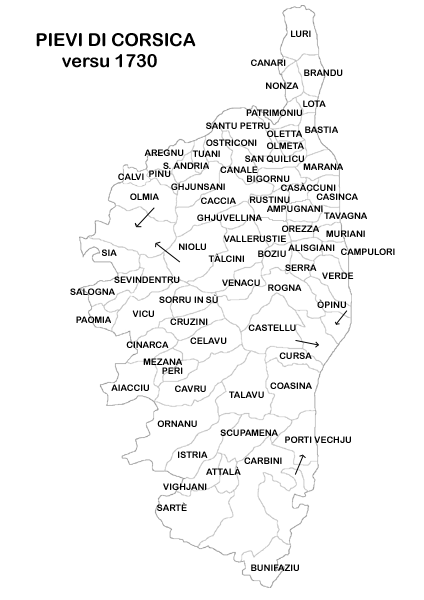
Les pievi de Corse vers 1730.

La piève médiévale correspond à une organisation géographique et politique tout à fait différente de celle des circonscriptions romaines. Comme dans le reste de l’Italie centrale dont la Corse dépend politiquement durant tout le début du Moyen Âge, certaines caractéristiques de la piève étaient très certainement constantes.
L'ensemble des structures civiles et religieuses subit des modifications en raison du dépeuplement causé surtout par l'occupation sarrasine au IXe siècle et les incessantes incursions barbaresques. À cette époque, la piève était une unité géophysique, et n'avait aucune fonction ni juridique, ni administrative, ni politique. Il faut considérer que ce sont les grandes lignes du relief, et uniquement elles, qui servaient de guides à ses limites géographiques.
« C’est aux environs du Xe siècle que se généralise la formule « quod est plebs baptismalis » qui insiste sur le privilège du baptême réservé aux pièves (et bien entendu aux cathédrales) ; d’autre part les cimetières se concentrent eux aussi autour des pièves qui jouent également un rôle de premier ordre pour le contrôle des voies de communication essentielles, (pour la perception des dîmes obligatoires en faveur de l’église) le long desquelles se trouvent systématiquement, en particulier aux croisements les plus importants ».
Selon Philippe Pergola, les pièves commencent peut-être à perdre certaines de leurs prérogatives, à partir des XIe et XIIe siècles, au profit de certaines abbayes bénédictines, en s’intégrant cependant dans un schéma d’aménagement comme unité essentielle du système administratif. 

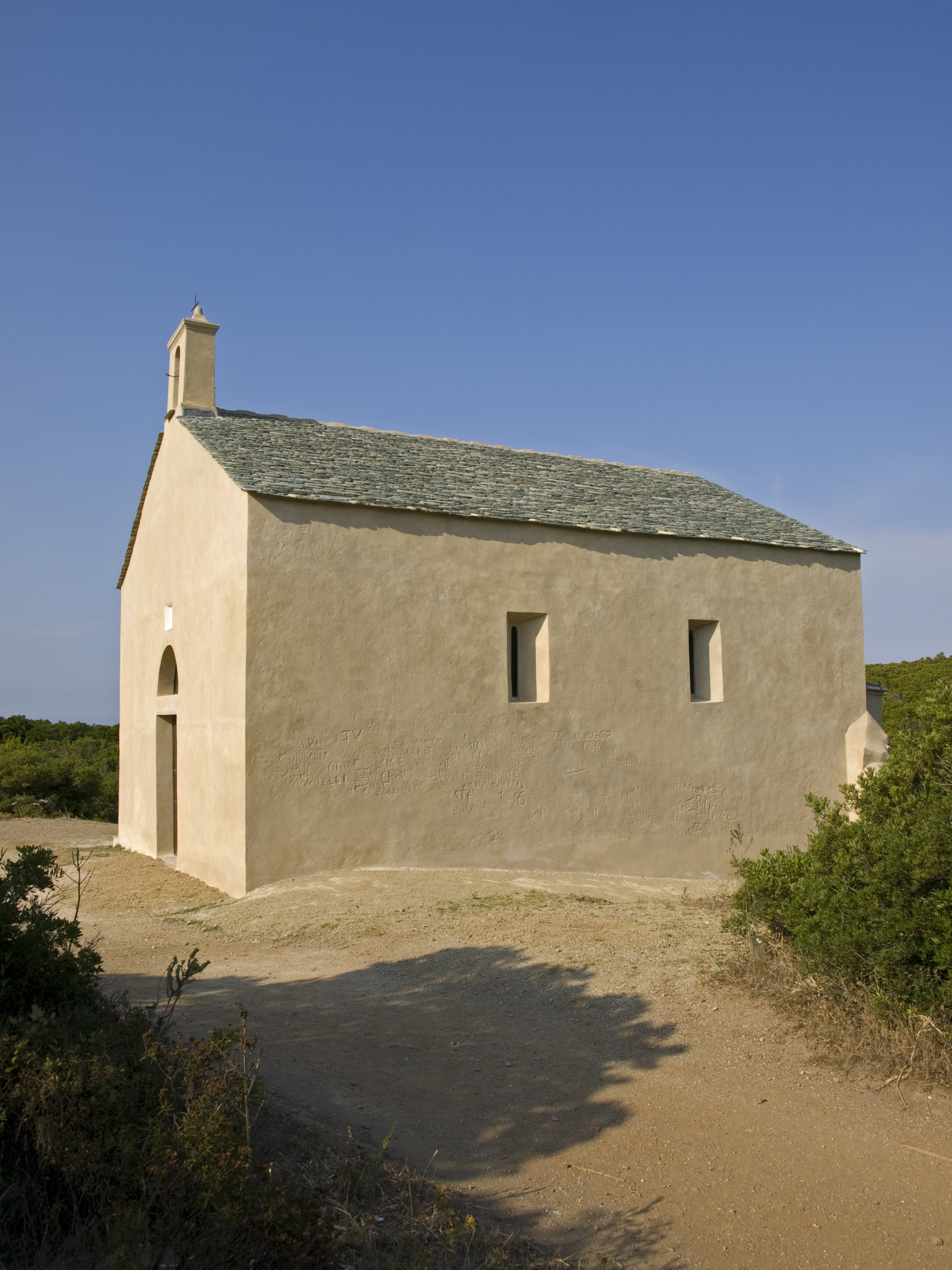
L'ancienne Pieve Santa Maria della Cappella.

Avant la fin du XIIe siècle, le territoire de la piève est lui-même subdivisé en cappelle, possédant leurs propres églises et correspondant aux unités de base de la géographie dîmière. Les dîmes sont réparties par circonscriptions (Arsae, Togmini, Meleta, Aureani), qui sont sous la direction d'un cappellano, dépendant du piévan.

« Cet aspect apparaît clairement dans le litige qui, en 1176, opposa le piévan de Luri et l'abbé de la Gorgone à propos des limites entre la piève de Luri et de Santa Maria della Cappella. »

— Daniel Istria, Pouvoirs et fortifications dans le nord de la Corse : du XIe siècle au XIVe siècle.
Selon Daniel Istria, ce n'est qu'au début du XIIIe siècle, voire durant la seconde moitié du XIIIe siècle, que la piève devient autre chose qu'une entité religieuse. En 1289, sont documentés pour la première fois en Corse, des gonfaloniers de piève, mais aussi des super gonfaloniers, qui devaient avoir une autorité sur plusieurs pièves ou sur une circonscription pouvant correspondre à une ancienne seigneurie, nommés par le vicaire Luchetto Doria. Ces magistrats, désignés par l'autorité génoise, devaient donc être des responsables politiques de la communauté, voire des responsables militaires. Et d'ajouter : « Néanmoins, à notre connaissance, en Corse, la piève n'est jamais appelée iudicaria ».
L'époque des XIVe et XVe siècles connaît un important bouleversement de l'espace avec, notamment, la création de nouvelles circonscriptions ou le remodelage des anciennes. Aussi la Corse du XVe siècle compte-t-elle 2 à 3 fois moins d'évêchés et de pièves qu'au Ve siècle. 
Avec la Révolution en 1790, les pièves deviennent des cantons.

## Administration
Les Pisans, puis les Génois se fondèrent sur les paroisses et les pièves religieuses pour former leurs circonscriptions administratives. Cette répartition sera conservée par le Gouvernement National de Pascal Paoli, ainsi que par l’administration française de l'Ancien Régime.
Il est important de distinguer les pièves civiles des pièves judiciaires et des pièves religieuses. 
Prenons le cas de la province du Cap Corse qui, au XVIIe siècle, a : 
- quatre pièves civiles : Nonza, Canari, CapoCorso et Brando (toujours qualifiées officiellement de "fiefs" pour ménager les seigneurs locaux dépossédés) ; le Lota et le Pietrabugno sont en piève civile de Bastia.
- cinq pièves judiciaires : Canari, Barrettali, Luri, Tomino et Sisco ; Brando, Lota et Pietrabugno dépendront du tribunal de Bastia jusqu'en 1764. À la tête de chaque piève est un « auditeur » dont le rôle est celui d'un juge de première instance. Au-dessus de ces cinq pièves se trouve le tribunal provincial de la Tour du Cap (à Rogliano), tour qui fut aussi la résidence des gouverneurs génois et le centre de la Pruvincia (civile) di Capu Corsu.
- six pièves religieuses : Nonza, Canari (sous l'autorité de l'évêque de Nebbio près de Saint-Florent), et Luri, Tomino, Brando, Lota (dépendant de l'évêque de Mariana, établi à Bastia depuis 1570 à cause de la permanente menace barbaresque ; le piévan de Tomino était nommé par les Chartreux de Pise). « On pense que le Cap Corse a compté 22 pièves, mais il est possible qu'il y en ait eu davantage : nous pensons à Blesinum (Lavasina)... Les noms anciens de ces pièves ne sont pas connus mais Luri était vraisemblablement Lurinum, Meria : Clunium, Tomino : Tamina, Rogliano : Aureglianu, Centuri : Centurinum, Barrettali : Minervio, Nonza : Nuntia »[2]

## Fonctionnement
« Je tiens à préciser que j’appelle pieve aussi bien l’église qui porte ce titre que le territoire qui en dépend. Le terme francisé de piévanie est en effet inacceptable pour désigner le monument. Le mot plebania (duquel on fait dériver piévanie), qui a été utilisé parfois erronément par certains auteurs ecclésiastiques modernes (je pense à la visite apostolique de Mgr Masquerai, entre 1587 et 1589, qui de toute évidence connaissait mal le problème), a un sens très précis dans tous les documents médiévaux : il s’agit d’une part des fonctions et des prérogatives du plebanus (le piuvanu) et d’autre part, de toutes les attributions socio-économiques et religieuses liées à la pieve édifice et circonscription. S’il en était besoin, en guise d’argument supplémentaire, on chercherait en vain, aujourd'hui encore, sur les cadastres corses la mention d’une plebania pour indiquer un  édifice, alors qu’il en existe un bon nombre désigné par le terme de pieve. Il n’y a donc aucune raison d’aller contre une règle qui a prévalu sans problèmes pendant douze siècles, car c’est en effet au VIIIe siècle, en Toscane, que le terme de plebs apparaît pour la première fois pour désigner un monument. »

— Philippe Pergola,  Orientations nouvelles pour l’histoire socio-culturelle, économique et politique de la Corse du Moyen Âge, Cervione, août 1979.

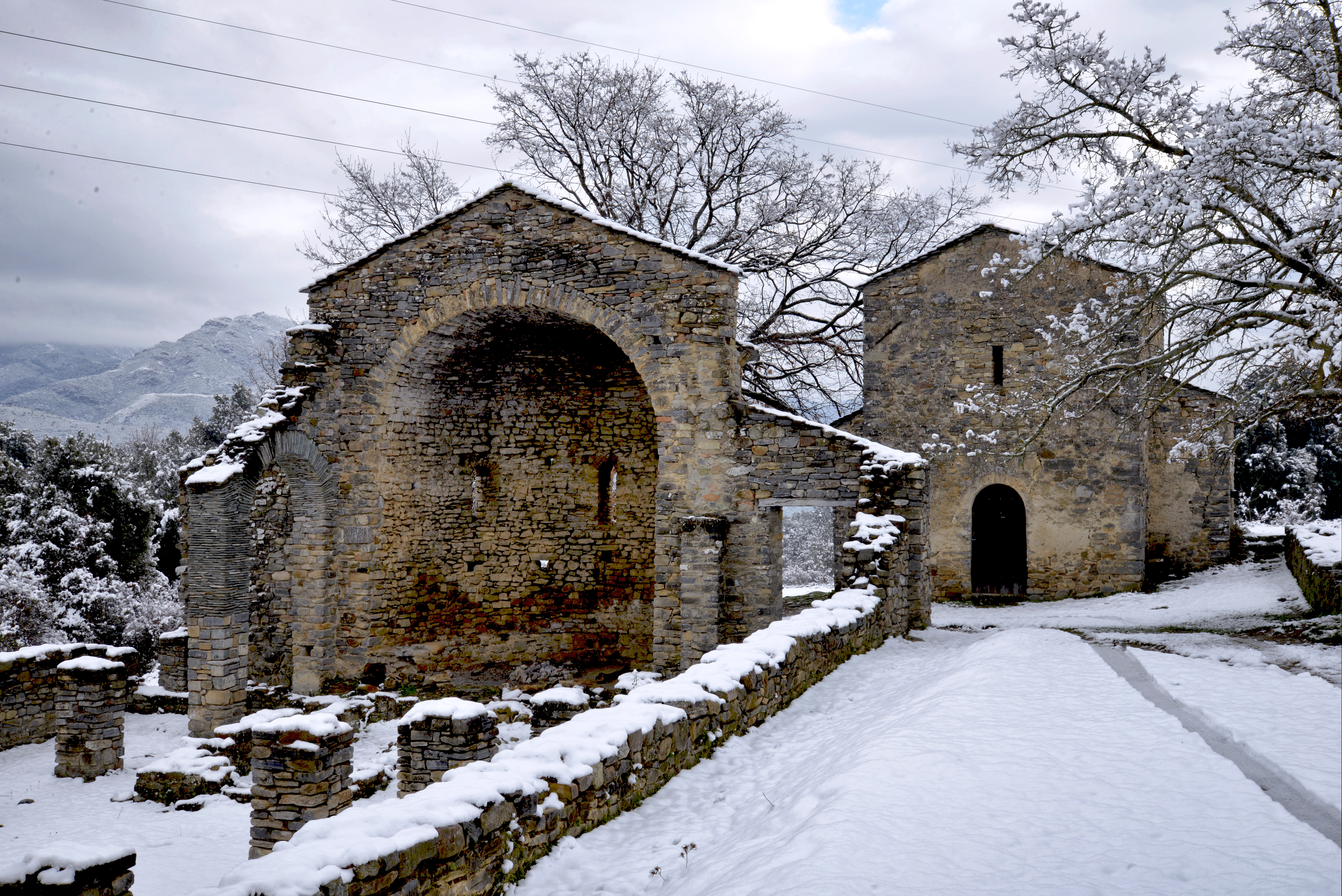
Ensemble église et baptistère San Giovanni Battista de Corte des Xe siècle et XIIIe siècle.

Chaque piève religieuse était dirigée par un abbé, le piévan (u piuvanu), installé dans la chiesa matrice (église principale). Il était secondé par quelques vicaires. Son territoire s'étendait sur les églises secondaires et les chapelles de plusieurs villages, et les curés de ceux-ci se trouvaient placés sous son autorité.
Le mot « piève » désigne donc à la fois le territoire, le canton, les paroisses soumises à la juridiction du piévan, l’église principale du canton (dans ce cas écrite avec une majuscule : Pieve), les biens qui forment le patrimoine de cette église, le lieu-dit où se trouvait l'église piévane, et parfois le hameau qui s'y est développé (dans ce cas, Pieve reprend une majuscule).
L'étendue des pièves a grandement fluctué, notamment du fait de leur nombre variable. Au début du XVIIe siècle, on comptait 66 pièves en Corse.
L'histoire des pievi nous renvoie à l'histoire de la christianisation de la Corse. Au centre de chaque pieve se trouvait l'église principale de la région, appelée à tort par certains plebania en latin, et que les historiens appellent église piévane ou piévanie. C'est dans cette église que le piévan célébrait le baptême et on enterrait les morts à proximité. C'était également un endroit où l'on exerçait la justice. 
Au Moyen Âge, le rôle de la piève était important : c'est là que tous les ans étaient gérés par l'assemblée piévane les pâturages collectifs, que l'on attribuait à chacune des familles selon ses besoins, une terre cultivable (lenza, du latin ligne) à l'intérieur d'une terre prise au maquis (presa, du latin populaire prensionem appréhendé), que l'on passe ses contrats, que l'on règle ses fournisseurs (banquier pisan qui venait chaque année, médecin, forgeron). La piève était le siège du tribunal local présidé par le piévan, dignitaire qui a des armoiries et la qualité de co-évêque.
En 1455, pour rassurer les populations, Gênes avait imposé la construction de tours littorales « aux frais des pièves et communautés » (en 1530 la Corse a 23 tours).
La piève a donc joué un rôle essentiel dans la Corse médiévale, à la fois lieu de diffusion de la religion chrétienne, lieu de pouvoir et de justice. Geneviève Moracchini-Mazel a été la pionnière dans la recherche sur les pievi. Dans sa thèse de doctorat, publiée en 1967, et consacrée aux églises romanes de Corse, elle a recensé et étudié les églises piévanes de chaque piève.

## Ensembles notables
Plusieurs ensembles de pièves se sont démarqués au cours de l'Histoire et possèdent une dénomination commune :
- les « trois pièves » (trè pievi) : Cauro, Ornano et Talavo dont les seigneurs, vassaux des familles Ornano et Bozzi, ont fait cause commune contre la république de Gênes à la fin du XVIe siècle ;
- les « cinq pièves » (cinque pievi) : Ampugnani, Casacconi, Orezza, Rostino et Vallerustie, centrées sur le San Petrone, lieux de contestations régulières de l'autorité génoise au cours du XVIIIe siècle ; elles correspondent à la Castagniccia (à laquelle est parfois ajoutée la piève d'Alesani) ;
- les « pièves de marine » (pievi di marina) : Campoloro, Casinca, Moriani et Tavagna, lieux de conflits entre Corses et Génois notamment dans les années 1730 ; elles sont situées entre la Castagniccia et la côte tyrrhénienne.